# Мексиканска лопатонога жаба
Spea multiplicata е вид жаба от семейство Scaphiopodidae. Видът не е застрашен от изчезване.

## Разпространение и местообитание
Разпространен е в Мексико и САЩ.
Обитава гористи местности, пустинни области, места със суха почва, долини, поляни, ливади, храсталаци и езера.

## Описание
Популацията на вида е стабилна.